# Партизанское движение в Забайкалье
Партизанское движение в Забайкалье (1918—1920) — действия сочувствующих советской власти партизанских отрядов Забайкальской области во время гражданской войны в России.

## Предпосылки
Юго-восточная часть Забайкальской области долгое время была местом каторги и ссылки политических и уголовных преступников, а также территорией проживания беднейшей части забайкальского казачества. Эти элементы сочувственно относились к советской власти.

## Ход событий

### Зарождение партизанского движения в Забайкалье
После разгрома красных войск в Забайкалье советские и партийные работники скрылись в горно-таёжной местности на юго-востоке края, образовав там лесные коммуны. В ноябре представители Алтагачанской и Онон-Борзинской коммун избрали Военно-революционный штаб во главе с Михаилом Ивановичем Бородиным и выработали инструкции по тактике действий. Была начата агитация, налажена связь с подпольями Читы, Нерчинска и других городов.
Параллельно с лесными коммунами возникло несколько небольших партизанских групп:
- 14 ноября 1918 года отряд П. А. Амосова из села Бальзино освободил 27 арестованных красных в посёлке Дарасун. В декабре, базируясь в горах Алханая, провели несколько боёв с белыми, а в феврале 1919 года отошли в верховья реки Онон, где вспыхнуло восстание в сёлах Кулинда, Былыра, Мордой. Партизаны организовали Ононский фронт. В середине июня 1919 года они были разбиты белыми и рассеялись.
- в конце 1918 года в Верхней Талаче возникла подпольная группа под руководством И. К. Бурдинского. Ведя агитацию и пополняясь в соседних сёлах, группа установила связь с Читинским подпольным комитетом для подготовки единого выступления. Однако из-за опасности провала группа была вынуждена выступить преждевременно, и 19 февраля 1919 года около 180 верхнеталачинских партизан атаковали японские войска на станции Шилка. На помощь японцам пришла сотня 4-го Забайкальского казачьего полка, и партизаны были разгромлены.
- осенью 1918 года 22 красногвардейца скрылись на китайской территории. Весной 1919 года они перешли границу, и 15 марта под названием «Приаргунский революционный отряд» (командир А. Я. Фёдоров, начальник штаба Л. Н. Аксёнов) заняли посёлок Кактолгинский Аркиинской станицы, провозгласив советскую власть. Однако стоило 200 мобилизованным получить от красных оружие, как они арестовали 11 прибывших из Китая и под конвоем отправили их в станицу Богдать. Отряд Алтагачинской коммуны под началом И. Д. Музгина в ночь на 21 марта отбил арестованных, но затем в преследовании был уничтожен белыми.

### Восстание коммунаров
28 марта 1919 года 70 алтагачанских коммунаров заняли Курунзулай, однако, так как жители отказались присоединяться к партизанам, последние перешли в Онон-Борзю. В ответ на появление партизан в Курунзулае прибыла 2-я сотня 3-го Забайкальского казачьего полка. 30 марта после непродолжительного боя казаки были разгромлены, причём 4 офицера и 22 казака погибли, а 118 сдалось партизанам. Партизаны расстреляли 7 офицеров и 6 добровольцев, а остальные казаки влились в состав партизан.
Известие о победе вызвало поток добровольцев, и партизанский отряд вырос до 500 человек. Затем партизаны заняли сёла Клин и Базаново. Когда 1 апреля был захвачен Александровский Завод, где жили в основном ссыльные, то к красным присоединилось 600 человек.
Главной целью партизан был захват Нерчинского Завода, где были склады оружия. Белые подтянули 3-й Забайкальский казачий полк, дружины Шараканской, Манкечурской и Красноярской станиц, 300 монголов из отряда Малакена, и после 7 дней боёв отбросили партизан. Остатки партизан под руководством Павла Николаевича Журавлёва отошли к китайской границе и рассредоточились по тайге.

### Восточно-Забайкальский фронт
После двухнедельного отдыха в начале мая 1919 года партизаны возобновили активные действия. Отряд Павла Журавлёва развернулся в Восточно-Забайкальский фронт численностью в 2000 человек. Группа партизан, выдвинутая вверх по Аргуни, мобилизовала до 1000 казаков.
9 мая 1919 года 800 партизан атаковали Нерчинский Завод, но были отбиты четырьмя казачьими сотнями и отрядом капитана Жукова в 174 человека. Затем к красным присоединились приисковые рабочие и подошло ещё два партизанских полка. 12 мая уже 2000 партизан вновь атаковали село. Белые сумели опрокинуть партизан и окружить их главные силы в Большом Зерентуе. Партизаны прорвались из окружения, разбившись на несколько групп.
С 24 июня партизаны укрылись в станице Богдать, посёлки которой располагались на узле дорог в горно-лесной местности. Образовалась устойчивая линия фронта. Атаман Семёнов объявил Забайкалье театром военных действий, и назначил командующим войсками Нерчинско-Заводского района генерал-майора Мациевского.
15 июля в посёлке Грязновском Олочинской станицы две казачьи сотни 1-го Забайкальского казачьего полка перебили офицеров и перешли на сторону партизан. 21 июля в Нерчинске выступила большевистская подпольная группа, к ним присоединились 40 казаков 4-го Забайкальского полка. Когда на помощь семёновцам пришли японцы, 170 повстанцев отступили к партизанам. Атаман Семёнов издал приказ № 630 о том, что при взятии в плен перешедших к партизанам казаков расстреливать без суда, вместо них призвать их братьев или отцов. Казакам объявили, что при их бегстве к красным будет расстрелян старший член семьи. Переходы военнослужащих на сторону партизан значительно ослабили части Семёнова, которые в конце июля были вынуждены, оставив Нерчинский Завод, отступить к селу Доно.
Во второй половине августа 3-й полк партизан под началом М. К. Шведова занял сёла Старое Лоншаково, Шилкинский Завод и Усть-Карск, и захватил шедшие в Сретенск с Амура пароходы с продовольствием. Основная группа партизан во главе с Журавлёвым тем временем с переменным успехом вела бои с белыми и японцами между реками Аргунь и Газимур. К середине сентября 1919 года в руках партизан находился весь юго-восточный угол Забайкальской области. Красным удалось парализовать движение по Амурской железной дороге восточнее станции Бушулей. Силы партизан выросли до 6 кавалерийских, 2 пехотных полков, китайского батальона, 2 орудий и нескольких пулемётов, всего около 3000 бойцов.
Из неудачного опыта Богдатского сражения партизаны сделали вывод о своей неготовности к длительной фронтальной борьбе из-за недостатка сил, оружия, боеприпасов и военного опыта, и поэтому они перешли к тактике глубоких рейдов по тылам белых.
Угроза железнодорожному сообщению заставила Семёнова предпринять совместно с японцами крупномасштабную операцию. С 25 сентября 8 полков семёновской кавалерии, юнкера Читинского военного училища, 21-я японская пехотная бригада при 20 орудиях и более 100 пулемётах с четырёх сторон начали прочёсывать занятую партизанами территорию. Одновременно белые отбросили около 1000 партизан под руководством Ф. А. Погодаева от Амурской железной дороги. 28 сентября партизаны были окружены в районе села Богдать. В течение 5 дней красные предприняли несколько попыток прорыва на юг, нанеся при этом белым и японцам большой урон. Затем партизаны оставили Богдать, разбились на мелкие группы и ушли таёжными тропами на север или в Китай. Белое командование допустило просчёт, не организовав своевременного преследования.

### Освобождение Западного Забайкалья
В конце декабря 1919 года под руководством Прибайкальского подпольного комитета к югу от Верхнеудинска начало разворачиваться партизанское движение. В сёлах Мухоршибирь, Бичура, Десятниково и Тарбагатай 22 декабря восставшие создали Военно-революционный штаб, а 29 декабря заняли Селенгинск. Из Верхнеудинска против партизан были направлены две роты 30-го Нерчинского полка и отряд Дикой дивизии, но солдаты Нерчинского полка перешли к партизанам, а отряд Дикой дивизии не смог пробиться к Тарбагатаю и отошёл.
4 января 1920 года семёновцы при поддержке японцев предприняли более широкую операцию в Западном Забайкалье, где численность партизан уже достигала 6000 человек.
На территории Прибайкалья образовалось несколько фронтов: Верхний и Нижний Чикойские, Окино-Ключевский, Тарбагатайский (37-й разъезд), Петровскозаводский, Селенгинский, Ганзуринский. Белые и интервенты предприняли наступление: из Петровского Завода вышел тысячный отряд японских солдат и белых, из Верхнеудинска на Тарбагатай — отряд Дикой дивизии под командой генерала Левицкого, из Троицкосавска — кавалерийский дивизион генерала Крымова. В резервах оставались — отряд японцев на 37-м разъезде, американский и японский гарнизоны в Верхнеудинске, белогвардейские дружины самообороны в пограничных казачьих станицах. После ряда боёв белые отбросили красных на юг и заняли партизанские центры (Мухоршибирь, Старый Заган, Новый Заган, Ганзурино, Пески, Зардама), однако потом в среде белых наступил раскол.
К концу января 1920 года партизаны очистили от белых территорию между реками Селенга и Чикой, а японские и семёновские гарнизоны удерживали только Верхнеудинск, Троицкосавск и железнодорожные станции. 25 января в селе Бичура был созван Съезд восставшего трудового народа Западного Забайкалья, который избрал Центральный исполком Советов Прибайкалья. На съезде было вынесено решение о реорганизации партизанских отрядов Прибайкалья в полки регулярной Красной Армии. Главнокомандующим вооружёнными силами Прибайкалья был назначен Е. В. Лебедев.
Прибайкальский партийный комитет запросил у Иркутского ревкома помощь людьми и вооружением. В ответ в Иркутске из рабочей дружины и добровольческих частей Восточно-Сибирской советской армии сформировали Забайкальскую группу войск.
18 февраля 1920 года забайкальские партизаны заняли Троицкосавск. 23 февраля части Восточно-Сибирской советской армии достигли восточного побережья Байкала. Ко 2 марта немногочисленные семёновские части отступили за Яблоновый хребет, а партизанские силы и части Восточно-Сибирской советской армии, объединившись, 2 марта 1920 года заняли Верхнеудинск. Японцы в Западном Забайкалье держали нейтралитет, а 9 марта начали эвакуацию в Читу.
Быстрое занятие красными Верхнеудинска было вызвано тем, что Семёнов не смог вовремя усилить размещавшиеся там войска из-за активизации восточно-забайкальских партизан. Последние предприняли три наступления на Сретенск: 31 января — 2 февраля, 12—13 марта и 3—5 апреля. Белые, закрепившись на господствующих над Сретенском позициях, при поддержке бронепоездов отбили все атаки красных, в которых погибли многие партизаны, в том числе командиры П. Н. Журавлёв и Ф. А. Погодаев.
14 марта 1920 года партизаны под командованием М. М. Якимова при содействии пяти чехословацких эшелонов заняли станцию Оловянная. На следующий день прибывшие к белым подкрепления смогли выбить партизан из Оловянной.

### Образование Дальневосточной республики
Политическая обстановка вынудила большевиков пойти на образование буферного государства. В Верхнеудинске 5 марта 1920 года по инициативе командующего Забайкальской группой Восточно-Сибирской советской армии Н. С. Калашникова было создано Временное земское правительство. Временное земское правительство организовало выборы на Съезд трудящихся Западного Забайкалья, который открылся 28 марта 1920 года в Верхнеудинске. 6 апреля 1920 года Съезд объявил о создании независимой Дальневосточной Республики.
Восточно-забайкальские партизаны встретили появление Дальневосточной Республики отрицательно. Состоявшийся 20-21 апреля 1920 года II фронтовой съезд восточно-забайкальских партизан отказался обсуждать вопрос о признании буферного государства, заявив о приверженности советской власти.

### Бои партизан с семёновцами в первой половине 1920 года
16 января 1920 года Григорий Семёнов объявил о создании правительства Российской Восточной Окраины. Основные силы Семёнова действовали против восточно-забайкальских партизан: в районе Сретенска — Забайкальская казачья дивизия и отдельная Забайкальская казачья бригада, на участке железной дороги Карымская-Маньчжурия — Конно-Азиатская дивизия. На фронте против Народно-революционной армии Дальневосточной Республики было решено ограничиться активной обороной. Получив информацию о том, что семёновцы перебросили основные силы против Восточно-Забайкальского партизанского фронта, красные попытались овладеть Читой, но белые отбили их наступление.
Одновременно со сражением под Читой 7 апреля 1920 года 3-й стрелковый корпус белых, ряд казачьих частей и японский пехотный полк нанесли удары от Казаковского Промысла на станицу Жидку и от Сретенска на село Копунь. В ответ 12 апреля красные нанесли сильный контрудар, на короткое время потеснив белых. С 20 по 27 апреля в Жидке, а затем в Копуни, прошёл съезд партизан Восточно-Забайкальского фронта, который утвердил проект переформирования сил фронта в партизанский корпус из двух дивизий. 23 апреля белые захватили Жидку, но 21 апреля на сторону партизан перешли две роты 32-го Читинского стрелкового полка, что вынудило белых оставить село Нерчинский Завод. Тем не менее семёновцами были заняты Шивия и Даякон, а 27 апреля — Копунь. Партизаны были отброшены за реку Газимур, но дальше белые продолжить наступление не смогли из-за понесённых потерь и отсутствия подкреплений. 2-й стрелковый корпус белых и конная группа генерала Г. Е. Мациевского захватили станции Укурей, Пашенная, разъезд Алеур и сёла Старый Олов и Новый Олов, однако в ночь на 24 апреля партизаны контратакой отбросили белых на исходные позиции.
7 июня белые начали новую крупную операцию против 1-го Забайкальского партизанского корпуса Я. Н. Коротаева. Группа под командованием генерал-лейтенанта Г. А. Вержбицкого наступали из низовьев реки Унды на Шелопугино, захватив его 8 июня. В свою очередь части Конно-Азиатской дивизии барона Унгерна от станции Даурия дошли до Шоноктуя, а два забайкальских и три казачьих полка Оренбургской бригады под общим командованием генерал-майора Т. И. Артамонова, совершив 100-километровый бросок по тайге из Сретенска, 9 июня захватили Газимурский Завод. Появление белых в глубоком тылу партизан вызвало панику; красные отступили к Кавыкучам, а затем к Доно и Нерчинскому Заводу. После пяти дней упорных боёв партизаны оставили и эти сёла, и начали отходить вниз по Аргуни на Аргунск. У Олочей Волжская бригада генерал-майора Н. П. Сахарова попыталась перехватить пути их отхода, но партизаны прорвали заслоны белых. В Аргунске партизаны построили плоты, погрузили на них пехоту, обозы, артиллерию и сплавились на 400 км по реке Аргунь в Покровку на Амуре; одновременно кавалерия партизан таёжными тропами отошла на 200 км в районы Усть-Карска и Сретенска. 15 июня белые без боя заняли Нерчинский Завод. Таким образом, хотя белые вытеснили партизан из занимавшихся ими районов, красные, переместившись на север, стали угрожать Амурской железной дороге.

### После ухода японцев
2 июля японское командование в ходе переговоров на разъезде Алеур заключило с партизанами соглашение о перемирии. 3 июля была опубликована декларация об эвакуации японских войск из Забайкалья, а 17 июля японское командование и Дальневосточная Республика заключили Гонготское соглашение.
Белые понимали невозможность после эвакуации японцев собственными силами удержать ранее занимаемую территорию. На совещании командующего Дальневосточной армией генерал-лейтенанта Н. А. Лохвицкого с командирами трёх корпусов было намечено сосредоточить главную массу войск южнее реки Онон с базированием на станцию Маньчжурия. Белые планировали, пока будет позволять обстановка, удерживать Читу небольшим арьергардом. Этот план был доложен Григорию Семёнову и не встретил возражений.
31 июля белые ушли из Сретенска, 5 августа — из Нерчинска. К 13 августа в Нерчинске осталось до тысячи японцев, объявивших об эвакуации в двухнедельный срок. 17 августа делегаты Нерчинска и Сретенска, прибыв на станцию Зилово, объявили о признании власти ДВР. С уходом японцев в эти города постепенно мирно вошли партизаны.
В конце июля состоялся III фронтовой съезд восточно-забайкальских партизан, принявший решение о преобразовании партизанских отрядов в регулярные части НРА по штатам Красной армии. За август переформирование было завершено, Восточно-Забайкальский фронт был переименован в Амурский. Под видом никому не подчиняющихся «особых крестьянских» отрядов части Амурского фронта начали продвижение за линию Алеурского соглашения. В свою очередь, к 23 сентября каждое соединение НРА сформировало по партизанскому отряду, чтобы наступать на Читу под видом восточно-забайкальских партизан.
15 сентября в Нерчинске открылся съезд трудящихся Восточного Забайкалья, который принял декларацию о признании ДВР и избрал Областной народно-революционный комитет. Когда японцы попытались 13 октября проконтролировать выполнение Алеурских соглашений, им было заявлено: «Нерчинский облнарревком, представляющий всё население Восточного Забайкалья, ни с кем пока мирных условий не заключал, поэтому нечего и проверять».
Когда 15 октября завершилась эвакуация японских войск из Читы, Военный совет Амурского фронта потребовал капитуляции Читинского гарнизона. После получения отказа началось третье наступление красной армии на Читу. 21 октября началась эвакуация Читы белыми, и утром 22 октября части НРА вступили в Читу, причём ряд пунктов города был уже занят боевыми дружинами большевистского подполья. Чтобы не дать повода японцам обвинить правительство ДВР в нарушении Гонготского соглашения, было сообщено, что Чита была освобождена партизанскими отрядами под командованием Старика. Со станции Маньчжурия японская военная миссия полковника Идзомэ заявила протест ДВР о нарушении временной неприкосновенности Читы, на что из Верхнеудинска ответили, что напали партизаны, а власти ДВР ни при чём. Это не помешало правительству ДВР уже 25 октября переехать в Читу.

## Итоги и последствия
Партизанское движение, отвлекая воинские ресурсы с фронта в тыл и лишая Белую армию людских пополнений с ряда территорий, значительно ускорило поражение войск Колчака, а впоследствии стало одним из основных факторов разгрома атамана Семёнова.